# Optionale σ-Algebra
Die optionale σ-Algebra bezeichnet in der Theorie der stochastischen Prozesse eine σ-Algebra auf dem Produktraum {\displaystyle \Omega \times \mathbb {R} _{+}}, die von den adaptierten Càdlàg-Prozessen erzeugt wird. 
Ein Prozess, der messbar bezüglich dieser σ-Algebra ist, heißt optional.

## Definition
Sei {\displaystyle (\Omega ,{\mathcal {F}},\{{\mathcal {F}}_{t}\},P)} ein filtrierter Wahrscheinlichkeitsraum, der die üblichen Bedingungen erfüllt.
Die optionale σ-Algebra {\displaystyle {\mathcal {O}}} (oder {\displaystyle {\mathcal {O}}(\{{\mathcal {F}}_{t}\})} notiert) ist die σ-Algebra auf {\displaystyle \Omega \times \mathbb {R} _{+}}, die von den {\displaystyle \{{\mathcal {F}}_{t}\}}-adaptierten Càdlàg-Prozessen {\displaystyle (X_{t})_{t\geq 0}} erzeugt wird. Ein Prozess, der messbar bezüglich dieser σ-Algebra ist, d. h. die Abbildung {\displaystyle (\omega ,t)\mapsto X_{t}(\omega )} ist {\displaystyle {\mathcal {O}}}-messbar, heißt optional.

## Eigenschaften
Sei {\displaystyle {\mathcal {P}}} die vorhersagbare σ-Algebra und {\displaystyle {\text{Prog}}} die progressiv messbare σ-Algebra. Dann gilt die Inklusion
{\displaystyle {\mathcal {P}}\subset {\mathcal {O}}\subset {\text{Prog}}\subset {\mathcal {F}}_{\infty }\otimes {\mathcal {B}}(\mathbb {R} _{+}).}

## Wichtige Sätze
Die folgenden Sätze heißen Sektionssatz (englisch section theorem) und Projektionssatz (englisch projection theorem). Von beiden gibt es eine optionale Variante und eine vorhersagbare Variante.
Für beide Sätze setzen wir einen filtrierten Wahrscheinlichkeitsraum {\displaystyle (\Omega ,{\mathcal {A}},\{{\mathcal {F}}_{t}\},P)} voraus, der die üblichen Bedingungen erfüllt.

### Optionaler Sektionssatz
Für eine Stoppzeit {\displaystyle S} definieren wir ihren Graphen {\displaystyle [S]:=\{(\omega ,t)\in \Omega \times \mathbb {R} _{+}:S(\omega )=t\}}, weiter definieren wir die kanonische Projektion {\displaystyle \pi :\Omega \times \mathbb {R} _{+}\to \Omega }.
Sei {\displaystyle A} eine optionale Menge. Für jedes {\displaystyle \varepsilon >0} existiert eine Stoppzeit {\displaystyle T}, so dass
1. für den Graphen {\displaystyle [T]\subset A} gilt.
2. {\displaystyle P[T<\infty ]\geq P(\pi (A))-\varepsilon .}[2]

### Optionaler Projektionssatz
Sei {\displaystyle X} ein messbarer Prozess, der entweder positiv oder beschränkt ist. Dann existiert ein eindeutiger (bis auf Ununterscheidbarkeit) optionaler Prozess {\displaystyle Y}, so dass
{\displaystyle \mathbb {E} [X_{T}1_{\{T<\infty \}}|{\mathcal {F}}_{T}]=Y_{T}1_{\{T<\infty \}}} fast sicher für jede Stoppzeit {\displaystyle T}.
Der Prozess {\displaystyle Y} heißt optionale Projektion und wird auch mit {\displaystyle ^{o}X} notiert.